# Маршал Југославије
Маршал Југославије (словен. Maršal Jugoslavije, мкд. Маршал на Југославија) је било највише војно звање у Југословенској народној армији.

## Историја војног звања
Назив Маршал Југославије као војно звање, установљено је током Народноослободилачког рата на Другом заседању АВНОЈ-а у Јајцу 29. новембра 1943. године, посебном одлуком број 5.  Звање је уведено као награда да би се истакле особите способности у војном руковођењу и наградиле нарочите заслуге у руковођењу Народно-ослободилачком војском Југославије у њеним операцијама. По одлуци Председништво АВНОЈ-а је додељивало ово звање. На предлог словеначке делегације 30. новембра, 1943. године звање је додељено Јосипу Брозу Титу. У то време Тито је био Врховни командант НОВ и ПОЈ. Након рата одлука о додели је објављена у Службеном листу ДФЈ број 1. од 1945. године.
У одлуци пише да је звање додељено за:
Генијално руковођење операцијама Народноослободилачке војске и партизанских одреда Југославије, и за способност и истрајност коју је показао у њеном стварању и њеном војничком и политичком подизању на садашњи степен
Изузев је Титу као председнику Југославије звање се у каснијем периоду није додељивало. Законом ЈНА из 1955. године уведена је одредба да војно звање може доделити искључиво Савезна Скупштина и то само Врховном команданту Оружаних снага Југославије. Изменама Устава и војних закона из 1963. године, ова одредба је укинута. Тито је користио звање као највиши војни чин по уставу и војном закону.
Униформе маршала биле различите, од видовских преко празничних, парадних и свечаних. То су биле копнене војске (СМБ), ваздухопловства и противваздушне одбране (ОПБ), ратне морнарице (ТПБ) и три празничне: сивоголубија, голубија и бела. Оне су класификоване као парадне гардијске. Постојала је и свечана црна која се разликовала у минималним детаљима. Она је такође припадала парадној гардијској униформи и коришћена је само током свечаних вечера у оквиру званичне посете суверена из држава које су по уређењу монархије. Том приликом су се по протоколу размењивала одликовања. Од 1943. до 1980. године, за Тита је направљено 70 униформи и све се оне чувају у Музеју историје Југославије.
Смрћу Јосипа Броза Тита 4. маја 1980. године звање маршал Југославије је формално престало да постоји. Укинут је и положај врховног команданта а управљањем војском је наставило да обавља Председништво СФРЈ по уставу и војном закону.

### Сектори Кабинета врховног команданта
Кабинет Врховног команданта ЈНА је било војно, безбедносно и саветодавно тело у ЈНА стављено у службу Врховном команданту. Постојало је у периоду од 1944. до 1980. године и налазио се у саставу Маршалата Југославије.
Сектори кабинета врховног команданта су се састојали из неколико одељења:
1. одељење:
- Начелник кабинета Врховног команданта ЈНА

- Помоћник начелника кабинета Врховног команданта ЈНА

- Остали помоћници и службеници

2. одељење:
- Главни шеф безбедности (ађутант) Врховног команданта ЈНА у својству личног пратиоца

- Секретар главног шефа безбедности Врховног команданта ЈНА

3. одељење:
- Одељење за безбедност Маршалата Југославије

### Припадници безбедности Врховног команданта
Као врховни командант маршал Југославије Јосип Броз Тито у склопу свог војног кабинета имао више ађутаната. Од 1941. до 1943. године Тито је као генерални секретар пре увођења звања имао два лична пратиоца док су остали били пратиоци у штабу. Звање ађутант уведено је 1945. године и ту титулу је понео лични пратилац као ађутант врховног команданта док су остали били само ађутанти.  Ађутант врховног команданта је био војно лице у време Социјалистичке Федеративне Републике Југославије. Сви ађутанти укључујући првог су радили у Канцеларији врховног команданта Југословенске народне армије. Задужења првог ађутанта су била: главни шеф безбедности и заштите врховног команданта, координатор безбедносних служби СФРЈ. Сви ађутанти укључујући и првог су били директно подређени врховном команданту и начелнику кабинета. Сваки ађутант врховног команданта је имао свог заменика и то је био помоћник задужен за лично обезбеђење. То лице је имало неформалну титулу ордонанс врховног команданта, мада у време ЈНА та титула није постојала.

#### Лични пратиоци
- Јаша Рајтер (1913—1990) током септембра 1941.
- Бошко Чолић (1910—1994) од септембра 1941. до 1949.
- Ђуро Вујовић (1911—1943) од фебруара 1942. до погибије 9. јуна 1943.
- Раде Ристановић (1907—1990) од јуна 1942. до августа 1943. и од августа 1944. до краја рата
- Никица Прља (1914—1952) лични пратилац-возач од августа 1942. до краја рата
- Зарије Стругар (1920—) од јуна 1943. до краја рата

#### Начелници Кабинета
- Митар Бакић (1908—1960) од јуна 1944. до 16. маја 1945.
- Љубодраг Ђурић (1917—1988) од 16. маја 1945. до 31. октобра 1947.
- Радомир Бабић (1909—1996) од 30. јула 1948. до 5. јула 1950.
- Бошко Шиљеговић (1915—1990) од 5. јула 1950. до 25. јуна 1953.
- Милош Шумоња (1918—2006) од 25. јуна 1953. до 4. јуна 1962.
- Петар Бабић (1919—2006) од 12. јуна 1962. до 15. септембра 1970.
- Бруно Вулетић (1924—1997) од 1. новембра 1970. до 31. августа 1973.
- Милан Кнежевић (1923—1976) од 31. августа 1973. до 18. маја 1974.
- Жика Стојшић (1921—2018) од 3. јула 1974. до 30. септембра 1979.
- Драго Николић (1923—1996) од 30. септембра 1979. до 30. септембра 1980.

#### Ађутанти Врховног команданта оружаних снага
- Милан Жежељ (1917—1995) од 1944. до 1961.
- Лука Божовић (1918—2008) од 1961. до 1966.
- Ђука Баленовић (1920—2002) од 1966. до 1971.
- Анђелко Валтер (1918—?) од 1971. до 1973.
- Марко Рапо (1919—1991) од 1973. до 1977.
- Тихомир Виловић (1924—2008) од 1977. до 1979.
- Звонимир Костић (1930—1998) од 1979. до 1980.

#### Ордонанси Врховног команданта оружаних снага
- Симеон Сабљић (1915—2009) од 1955. до 1971.
- Рајко Маричић (1926—2002) од 1971. до 1980.

## Занимљивости
- Дуго после рата Тито се у скоро свим приликама појављивао у униформи. Једном приликом му је Владимир Дедијер то замерио, што је Тита разљутило те је одговорио да би био пресрећан када би Југославија имала 16 милиона интелектуалаца па онда не би морао да носи униформу. За разлику од њих сеоско становништво обожава униформу.[1]

## Фото галерија
- Прва маршалска униформа из Народноослободилачке борбе.
- Маршалска униформа копнене војске ЈНА.
- Маршалска униформа ратног ваздухопловства и противваздушне одбране ЈНА.
- Маршалска униформа ратне морнарице ЈНА.
- Маршалска униформа гарде за свечане прилике ЈНА.